# Krimpen aan den IJssel
Pour les articles homonymes, voir Krimpen et IJssel (homonymie).
Krimpen aan den IJssel est un village et une commune néerlandaise, en province de Hollande-Méridionale.

## Histoire
La première mention connue de Krimpen provient d'un document de 1277. Comme pour de nombreux hameaux, l’orthographe varie beaucoup au fil du temps. La municipalité se trouve sur la rive sud de la rivière Yssel hollandais. Pendant de nombreux siècles, les seuls bâtiments ont été des fermes construites le long de la digue de la rivière et forment des communautés plus ou moins autonomes.
Après l'inondation de la mer du Nord de 1953, le barrage sur la rivière s'est révélé inadéquat. En 1954, a débuté la construction d'un nouveau barrage anti-tempête: l'Algerakering, premier ouvrage du plan Delta, qui a été achevé en 1958.
À partir des années 1960, Krimpen est devenue une ville dortoir pour les personnes travaillant à Rotterdam. Aujourd'hui, chaque parcelle de la commune est construite, à l'exception du quartier Krimpenerwaard auquel le conseil municipal veut conserver un caractère rural.

## Géographie

### Communes limitrophes
|           | Capelle aan den IJssel |           |
| Rotterdam | Krimpen aan den IJssel | Ouderkerk |
|           | Nederlek               |           |

## Personnalités liées à la commune
- Lotte Stam-Beese (1903-1988), architecte, urbaniste et photographe.